# Кіллона (Луїзіана)
Кіллона (англ. Killona) — переписна місцевість (CDP) в США, в окрузі Сент-Чарлз штату Луїзіана. Населення — 724 особи (2020).

## Географія
Кіллона розташована за координатами 29°59′49″ пн. ш. 90°29′3″ зх. д. / 29.99694° пн. ш. 90.48417° зх. д. (29.996836, -90.484239).  За даними Бюро перепису населення США в 2010 році переписна місцевість мала площу 2,22 км², з яких 2,04 км² — суходіл та 0,17 км² — водойми.

## Демографія
Згідно з переписом 2010 року, у переписній місцевості мешкали 793 особи в 249 домогосподарствах у складі 196 родин. Густота населення становила 358 осіб/км².  Було 284 помешкання (128/км²).
Расовий склад населення:
| - 97,9 % — чорних або афроамериканців - 1,4 % — білих |

До двох чи більше рас належало 0,8 %. Частка іспаномовних становила 0,3 % від усіх жителів.
За віковим діапазоном населення розподілялося таким чином: 32,2 % — особи молодші 18 років, 59,5 % — особи у віці 18—64 років, 8,3 % — особи у віці 65 років та старші. Медіана віку мешканця становила 28,5 року. На 100 осіб жіночої статі у переписній місцевості припадало 86,6 чоловіків;  на 100 жінок у віці від 18 років та старших — 74,1 чоловіків також старших 18 років.
Медіана доходів становила 50 903 долари для чоловіків та 18 417 доларів для жінок. За межею бідності перебувало 62,4 % осіб, у тому числі 67,1 % дітей у віці до 18 років та 100,0 % осіб у віці 65 років та старших.
Цивільне працевлаштоване населення становило 80 осіб. Основні галузі зайнятості: транспорт — 25,0 %, освіта, охорона здоров'я та соціальна допомога — 15,0 %, виробництво — 3,8 %, мистецтво, розваги та відпочинок — 2,5 %.